# Ethnicity
Ethnicity is het derde studiealbum van Yanni dat uitgebracht werd in 2003. Het bereikte de 27e plek op Billboards "Top Internet Albums"-lijst en de 27e op de "Billboard 200"-lijst in 2003. Het kwam op de eerste plek terecht op de "Top New Age Albums"-lijst in 2004. Deze uitgave zou de op drie na grootste concerttoer worden van 2003, volgens Billboard Magazine
Een element dat Ethnicity doet onderscheiden van eerdere albums is het grootschalige gebruik van menselijke stemmen, waarbij niet alleen solo-aria's en groepsgezangen werden gebruikt, maar ook bonafide teksten, wat voor Yanni tot dan toe ongewoon was. "The Promise" bijvoorbeeld is een aanpassing van de eerdere compositie "Secret Vows" met teksten van een oude vriend Pamela McNeill en gevoelvol gezongen door Alfreda Gerald, een lid van Yanni's Tribute-tour. Het laatste nummer van het album weerspiegelt zijn eigen culturele erfgoed met een traditioneel Grieks eiland-volksliedje, "Jivaeri".

## Album

### Tracklist
1. "Rites of Passage" - 4:35
2. "For All Seasons" - 5:37
3. "The Promise" - 3:42
4. "Rainmaker" - 5:36
5. "Written on the Wind" - 3:56
6. "Playing by Heart" - 4:38
7. "At First Sight" - 5:14
8. "Tribal Dream" - 5:35
9. "Almost a Whisper" - 3:51
10. "Never Too Late" - 5:01
11. "Playtime" - 5:29
12. "Jivaeri" (Jiva-Eri) Traditional - 4:37

### Musici
- Alle muziek werd gecomponeerd en samengesteld door Yanni (behalve "Jivaeri")
- Pedro Eustache - fluit, wereldrietinstrumenten, duduk, arghul, uilleann pipes, chanter en saxofoon
- Karen Briggs - viool

### Zang
- Alfreda Gerald ("The Promise", "Tribal Dream" en "Never Too Late")
- Michelle Amato ("For All Seasons", "Almost a Whisper" en "Jivaeri")
- Noelani Brock ("Written on the Wind")
- Regina Acuna-Williams
- Peter Lehman
- Randy Nichols
- Suzy Park
- Kurt von Schmittou

### Teksten
- Teksten voor The Promise en Almost a Whisper door Pamela McNeill.

### Productie
- Samengesteld en gemixt door Yanni in zijn eigen studio's.
- Assistent samensteller: Anthony Stabile
- Mastered door Chris Bellman te Bernie Grundman Mastering, Hollywood.

## De Ethnicity-concerttoer

### Nummerlijst
| - "On Sacred Ground" - "Felitsa" - "Keys to Imagination" - "If I could Tell You" - "Play Time" - "Enchantment" - "Rain Maker" - "The Promise" - "Within Attraction" - "Aria" - "For All Seasons" - "Nightingale" | - "Dance with a Stranger" - "Jivaeri" - "Never Too Late" - "Nostalgia" - "Marching Season" - "Acroyali" - "Standing in Motion" - "Niki Nana" - "World Dance" - "Reflections of Passion" - "Santorini" |

### Band
- Charlie Adams: drum
- Michelle Amato: zang
- Karen Briggs: viool
- Víctor Espínola: harp
- Pedro Eustache: fluit, duduk, wereldrietinstrumenten, sopraansaxofoon
- Ric Fierabracci: basgitaar
- Ramon Flores: trompet
- Ming Freeman: keyboards
- Alfreda Gerald: zang
- David Hudson: didgeridoo
- Bradley Joseph: keyboards
- Dan Landrum: hakkebord
- Armen Movsessian: viool
- Walter Rodriguez: percussie
- Samvel Yervinyan: viool

### Orkest
- Viool: Kristen Autry, Robert Berg, Erica Walczak
- Altviool: Eugene Mechtovich, Llona Geller
- Cello: Alexander Zhiroff, Sarah O'Brien
- Harp: April Aoki
- Oboe: April Cap
- Hoorn: Jim Mattos, Kristin Morrison
- Trompet: Kerry Hughes
- Trombone: Wendell Kelly
- Orkestratie: Jeffrey Silverman

### Toerdata
| Datum         | Locatie                              | Stad             | Land             |
| ------------- | ------------------------------------ | ---------------- | ---------------- |
| 1 maart 2003  | Mandalay Bay Events Center           | Las Vegas        | Verenigde Staten |
| 3 maart 2003  | American Airlines Center             | Dallas           | Verenigde Staten |
| 6 maart 2003  | St. Pete Times Forum                 | Tampa            | Verenigde Staten |
| 7 maart 2003  | Office Depot Center                  | Fort Lauderdale  | Verenigde Staten |
| 8 maart 2003  | Centroplex                           | Orlando          | Verenigde Staten |
| 9 maart 2003  | Jacksonville Veterans Memorial Arena | Jacksonville     | Verenigde Staten |
| 11 maart 2003 | Philips Arena                        | Atlanta          | Verenigde Staten |
| 12 maart 2003 | Gaylord Entertainment Center         | Nashville        | Verenigde Staten |
| 14 maart 2003 | Ervin J. Nutter Center               | Dayton           | Verenigde Staten |
| 15 maart 2003 | HSBC Arena                           | Buffalo          | Verenigde Staten |
| 16 maart 2003 | Nationwide Arena                     | Columbus         | Verenigde Staten |
| 18 maart 2003 | Conseco Fieldhouse                   | Indianapolis     | Verenigde Staten |
| 20 maart 2003 | Air Canada Centre                    | Toronto          | Canada           |
| 21 maart 2003 | Gund Arena                           | Cleveland        | Verenigde Staten |
| 22 maart 2003 | Mellon Arena                         | Pittsburgh       | Verenigde Staten |
| 23 maart 2003 | US Bank Arena                        | Cincinnati       | Verenigde Staten |
| 25 maart 2003 | MARK of the Quad Cities              | Moline           | Verenigde Staten |
| 27 maart 2003 | Van Andel Arena                      | Grand Rapids     | Verenigde Staten |
| 28 maart 2003 | United Center                        | Chicago          | Verenigde Staten |
| 29 maart 2003 | The Palace of Auburn Hills           | Detroit          | Verenigde Staten |
| 30 maart 2003 | Bryce Jordan Center                  | State College    | Verenigde Staten |
| 1 april 2003  | Blue Cross Arena                     | Rochester        | Verenigde Staten |
| 3 april 2003  | Fleet Center                         | Boston           | Verenigde Staten |
| 4 april 2003  | Molson Centre                        | Montreal         | Canada           |
| 5 april 2003  | Mohegan Sun                          | Montville        | Verenigde Staten |
| 6 april 2003  | Verizon Wireless Arena               | Manchester       | Verenigde Staten |
| 8 april 2003  | Pepsi Arena                          | Albany           | Verenigde Staten |
| 10 april 2003 | Continental Airlines Arena           | East Rutherford  | Verenigde Staten |
| 11 april 2003 | MCI Center                           | Washington D.C.  | Verenigde Staten |
| 12 april 2003 | First Union Center                   | Philadelphia     | Verenigde Staten |
| 13 april 2003 | Nassau Coliseum                      | Uniondale        | Verenigde Staten |
| 15 april 2003 | Richmond Coliseum                    | Richmond         | Verenigde Staten |
| 16 april 2003 | First Union Arena                    | Wilkes-Barre     | Verenigde Staten |
| 17 april 2003 | Madison Square Garden                | New York         | Verenigde Staten |
| 25 april 2003 | Compaq Center                        | Houston          | Verenigde Staten |
| 26 april 2003 | CenturyTel Center                    | Bossier City     | Verenigde Staten |
| 27 april 2003 | Frank Erwin Center                   | Austin           | Verenigde Staten |
| 29 april 2003 | Dodge Theater                        | Phoenix          | Verenigde Staten |
| 30 april 2003 | Dodge Theater                        | Phoenix          | Verenigde Staten |
| 2 mei 2003    | Cox Arena                            | San Diego        | Verenigde Staten |
| 3 mei 2003    | Arrowhead Pond                       | Anaheim          | Verenigde Staten |
| 4 mei 2003    | Hollywood Bowl                       | Los Angeles      | Verenigde Staten |
| 6 mei 2003    | Selland Arena                        | Fresno           | Verenigde Staten |
| 8 mei 2003    | Arco Arena                           | Sacramento       | Verenigde Staten |
| 9 mei 2003    | The Arena in Oakland                 | Oakland          | Verenigde Staten |
| 10 mei 2003   | Compaq Center                        | San Jose         | Verenigde Staten |
| 11 mei 2003   | Lawlor Events Center                 | Reno             | Verenigde Staten |
| 13 mei 2003   | Delta Center                         | Salt Lake City   | Verenigde Staten |
| 15 mei 2003   | Spokane Arena                        | Spokane          | Verenigde Staten |
| 16 mei 2003   | Rose Garden Arena                    | Portland         | Verenigde Staten |
| 17 mei 2003   | Rogers Arena                         | Vancouver        | Canada           |
| 18 mei 2003   | KeyArena                             | Seattle          | Verenigde Staten |
| 21 mei 2003   | Pepsi Center                         | Denver           | Verenigde Staten |
| 22 mei 2003   | World Arena                          | Colorado Springs | Verenigde Staten |
| 25 mei 2003   | MGM Grand                            | Las Vegas        | Verenigde Staten |
| 28 mei 2003   | Resch Center                         | Green Bay        | Verenigde Staten |
| 29 mei 2003   | Bradley Center                       | Milwaukee        | Verenigde Staten |
| 30 mei 2003   | Xcel Energy Center                   | Saint Paul       | Verenigde Staten |
| 31 mei 2003   | Alliant Energy Center                | Madison          | Verenigde Staten |
| 1 juni 2003   | Savvis Center                        | Saint Louis      | Verenigde Staten |
| 4 juni 2003   | AmericanAirlines Arena               | Miami            | Verenigde Staten |
| 1 maart 2004  | Tingley Coliseum                     | Albuquerque      | Verenigde Staten |
| 7 maart 2004  | Don Haskins Center                   | El Paso          | Verenigde Staten |
| 9 maart 2004  | SBC Center                           | San Antonio      | Verenigde Staten |
| 11 maart 2004 | Ford Center                          | Oklahoma City    | Verenigde Staten |
| 12 maart 2004 | Kansas Coliseum                      | Wichita          | Verenigde Staten |
| 13 maart 2004 | Qwest Center                         | Omaha            | Verenigde Staten |
| 14 maart 2004 | Kemper Arena                         | Kansas City      | Verenigde Staten |
| 16 maart 2004 | Allen County War Memorial Coliseum   | Fort Wayne       | Verenigde Staten |
| 18 maart 2004 | Assembly Hall                        | Champaign        | Verenigde Staten |
| 19 maart 2004 | Freedom Hall                         | Louisville       | Verenigde Staten |
| 20 maart 2004 | Thompson-Boiling Arena               | Knoxville        | Verenigde Staten |
| 21 maart 2004 | RBC Center                           | Raleigh          | Verenigde Staten |
| 22 maart 2004 | North Charleston Coliseum            | North Charleston | Verenigde Staten |
| 24 maart 2004 | New Orleans Arena                    | New Orleans      | Verenigde Staten |
| 25 maart 2004 | Civic Center                         | Pensacola        | Verenigde Staten |
| 26 maart 2004 | Leon County Civic Center             | Tallahassee      | Verenigde Staten |
| 27 maart 2004 | Lakeland Center                      | Lakeland         | Verenigde Staten |
| 28 maart 2004 | TECO Arena                           | Fort Myers       | Verenigde Staten |
| 30 maart 2004 | Colonial Center                      | Columbia         | Verenigde Staten |
| 31 maart 2004 | Charlotte Coliseum                   | Charlotte        | Verenigde Staten |
| 2 april 2004  | Arena at Harbor Yard                 | Bridgeport       | Verenigde Staten |
| 3 april 2004  | Dunkin' Donuts Center                | Providence       | Verenigde Staten |
| 4 april 2004  | Cumberland County Civic Center       | Portland         | Verenigde Staten |
| 6 april 2004  | War Memorial at Oncenter             | Syracuse         | Verenigde Staten |
| 7 april 2004  | Sovereign Center                     | Reading          | Verenigde Staten |
| 8 april 2004  | 1st Mariner Arena                    | Baltimore        | Verenigde Staten |